# Mohlins Bussar
Mohlins Bussar är ett svenskt familjeägt bussföretag som bedriver busstrafik i Sverige. Trafiken omfattar dels egen busstrafik samt även busstrafik på entreprenad åt landets kollektivtrafikförvaltningar.
Sedan 2010 bedrivs linjetrafik i Jämtland-Härjedalen. Sedan 2014 körs även linje 46 mellan Mora och Östersund. I Gävleborgs län kör man även sedan 2014 linjetrafik åt X-trafik i Ljusdal, Delsbo samt Hudiksvall. I Uppsala län är man från 2021 ansvarig för skol- och lokaltrafiken. Trafiken är upphandlad av UL för Region Uppsala.